# Opferkult der Azteken

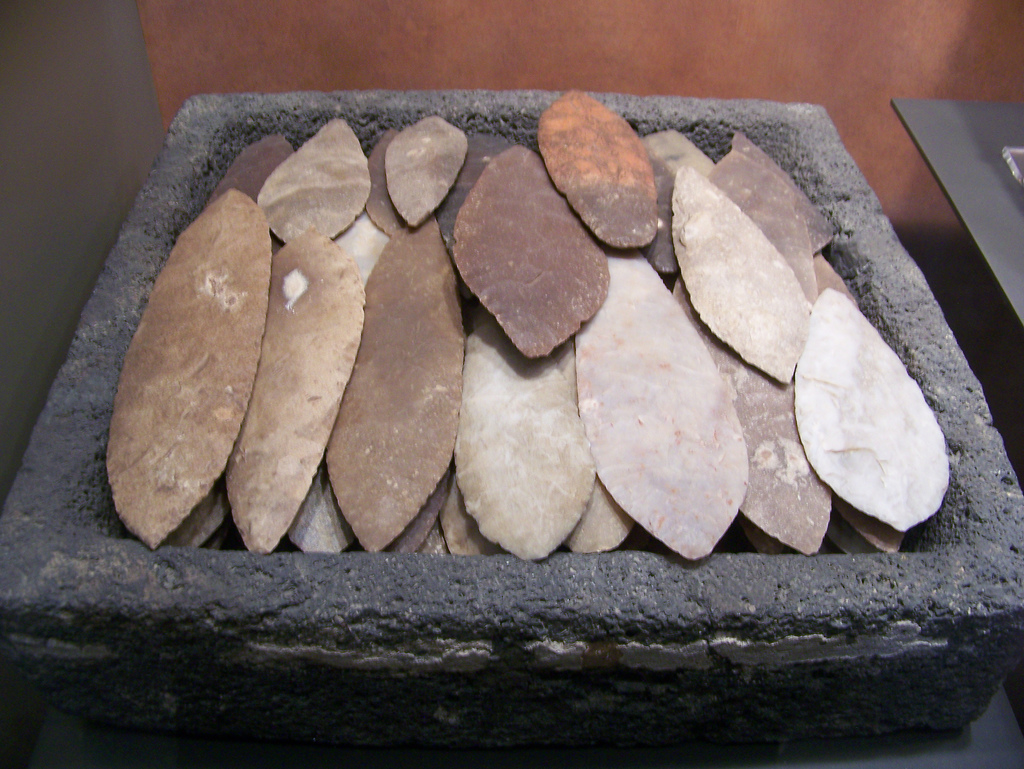
Opfermesser aus Feuerstein (Anthropologisches Museum, Mexiko-Stadt)

Der Opferkult der Azteken stand im Zentrum ihrer Religion. Diese forderte – wie auch die anderer mittelamerikanischer Kulturen – Menschenopfer, um den Lauf der Sonne und den Fortbestand der Welt zu sichern. Die Azteken glaubten, dass das Universum aus dem Kampf zwischen Licht und Dunkelheit entstanden sei. Da die Götter wie Menschen sterblich waren, mussten sie durch Gaben der Menschen ernährt werden.

## Opfer

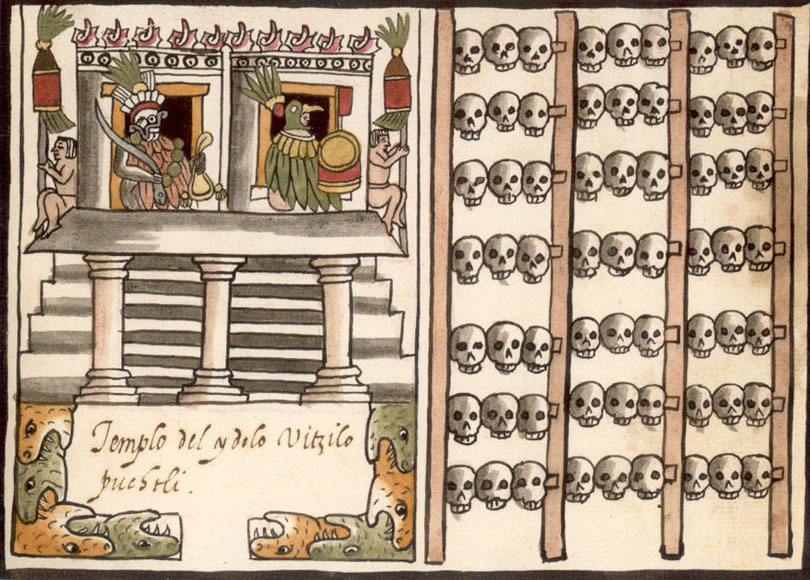
Darstellung eines dem Gott Huitzilopochtli geweihten Tempels mit einem Tzompantli (Codex Tovar, 1587)

### Funktion
Obwohl die mesoamerikanischen Kulturen für ihre Menschenopfer berüchtigt sind, stellten diese eine Ausnahme dar. Meistens opferte man Harz, das in Räuchergefäßen verbrannt wurde, aber auch Früchte, Blumen, Speisen oder Tiere.
Im Glauben der Azteken hatten sich die Götter selbst für die Welt geopfert. Dies wollte man ihnen danken, indem man ihnen Nahrung zukommen ließ. Dabei stellte ein Menschenleben das höchstmögliche Geschenk dar. Mehr noch, Opferungen hielten die Welt aufrecht, ohne sie würde der Lauf der Sonne enden. Je nach Gottheit wurden Krieger, Sklaven, Kinder, Frauen etc., später auch Konquistadoren geopfert. Meist waren es jedoch Kriegsgefangene aus den Blumenkriegen. Auch die Opferrituale waren je nach Gottheit unterschiedlich. Viele wurden beispielsweise verbrannt, gehäutet oder mit Pfeilen durchbohrt. Kinder wurden vorzugsweise dem Gotte Tlaloc geopfert.
Die Menschenopfer wurden vermutlich in der zweiten Hälfte des 15. Jahrhunderts in größerem Maße eingeführt und etablierten sich unter den Herrschern Axayacatl oder Auítzotl. Einige Wissenschaftler sehen in dieser Entwicklung bereits ein Zeichen der Dekadenz und eines sich ankündigenden Untergangs des Aztekenreiches, unabhängig von den Spaniern.
Politisch war die massenhafte Opferung – die über das, was in anderen mesoamerikanischen Kulturen üblich war, hinausging – vermutlich eine bewusste Machtdemonstration gegenüber Feinden wie den Tlaxcalteken und den bereits unterworfenen Völkern des aztekischen Imperiums.

### Glaubwürdigkeit
Die Anzahl der geopferten Menschen ist ungewiss. Die spanischen Missionare und Konquistadoren aus damaliger Zeit haben möglicherweise die Zahlen übertrieben. Die Schätzungen gehen weit auseinander und reichen von einigen tausend über 10.000 bis 15.000 bis hin zu 50.000 Menschenopfern pro Jahr. Zeitweilig wurden die Menschenopfer insgesamt bestritten: Interpretiert wurden – so durch den Schweizer Ethnologen Peter Hassler – entsprechende bildliche Darstellungen der Opferungen als symbolisch, als bar jedes „physischen Realismus“, als bildhaft umschriebene Darstellung von Initiationsriten oder innerlichen spirituellen Läuterungs- und Erneuerungsprozessen; die Konquistadoren hätten aus Eigeninteresse das Bild blutrünstiger Wilder kolportiert und seien als Zeugen unglaubwürdig. Außerdem hätten manche Berichte die Opferungen auf eine Weise geschildert, die anatomisch unmöglich wäre.
Dem widersprechen jedoch archäologische Funde, so auch die aus jüngster Zeit. Ab 2015 wurden beispielsweise Beweise für die von den Spaniern beschriebenen Tzompantli gefunden, hunderte von Totenschädeln konnten ausgegraben werden. Vorläufige Untersuchungen ergaben, dass sie verschiedenen mesoamerikanischen Völkern entstammten, physisch waren die Opfer gesund und jung gewesen. 75 % der Opfer waren relativ junge Männer im Alter bis fünfunddreißig, 20 % Frauen und fünf Prozent Kinder. Isotopenuntersuchungen ergaben, dass die Opfer zwar aus nicht-aztekischen Völkern stammten, vor ihrer Opferung aber noch einige Zeit in Tenochtitlan gelebt hatten und vermutlich in irgendeiner Form in die Stadtgesellschaft integriert worden waren.

### Kannibalismus
Verschiedene Funde von Zultepec wurden von Anthropologen als Hinweis für Kannibalismus gedeutet, insbesondere Schnittspuren an menschlichen Knochen. Dort wurden  durch die Azteken (bzw. mit ihnen eng assoziierte Verbündete) über einen Zeitraum von etwa 7 Monaten 550 Menschen geopfert, darunter auch Konquistadoren. Für die Azteken stellte die rituelle Opferung ihrer Gegner eine heilige Handlung dar. Nur angesehene Krieger und andere hochrangige Mitglieder der Gesellschaft nahmen daran teil.

## Blumenkriege
Um ihren Bedarf an Menschenopfern zu decken, veranstalteten die Azteken Feldzüge gegen andere Völker, die sogenannten Blumenkriege (xochiyaoyotl). Im Aztekenreich gab es zahlreiche unabhängige Enklaven, mit denen derartige Kämpfe inszeniert wurden. Die Blumenkriege wurden gegenseitig abgesprochen und auf öffentlichen Plätzen verkündet. Ziel war es, möglichst viele Gefangene zu nehmen, die später geopfert werden konnten, während das Töten von Gegnern vermieden wurde. Vor allem die Azteken konnten so zahlreiche „Blumen für die Götter“ (Gefangene) in ihre Gewalt bringen. Viele dieser unterdrückten Völker schlugen sich auf die Seite der Spanier. Nur mit deren Hilfe konnten die spanischen Eroberer das Aztekenreich einnehmen.
Neben den Blumenkriegen konnten auch friedlichere Kämpfe um Menschenopfer ausgetragen werden: Bei dem Ballspiel der Maya und Azteken, dem ulamaztli, wurde gelegentlich die Verlierermannschaft den Göttern geopfert.

## Weihe des Templo Mayor
1487 weihte der aztekische Herrscher Auítzotl den neu errichteten Templo Mayor („Großer Tempel“), die oberste Kultstätte der Azteken. Zuvor war ein Blumenkrieg mit großem Erfolg beendet worden. Aztekischen Berichten zufolge sollen anlässlich dieser Weihe zu Ehren von Huitzilopochtli an vier Tagen bis zu 84.400 Menschen, hauptsächlich Kriegsgefangene, aber auch Freiwillige, geopfert worden sein, und zwar eigenhändig von Auítzotl selbst. Diese Zahl ist allerdings schon aus logistischen Gründen kaum glaubwürdig, da dies bedeutet hätte, dass rund um die Uhr an vier Tagen hintereinander ca. 15 Menschen pro Minute hätten getötet werden müssen. Die Forschung geht daher davon aus, dass die Zahl übertrieben wurde, um auf diese Weise den Glanz des Herrschers zu unterstreichen.

## Götter, denen Menschen geopfert wurden
Heute sind mindestens 13 aztekische Gottheiten bekannt, die Menschenopfer forderten. Wie gefallene Krieger und Frauen, die im Kindbett verstarben, sollten auch die Geister von Opfern ein Teil der Sonne werden. Nach vier Jahren sollten sie dann als Kolibris wiedergeboren werden und in den Garten des Paradieses eingehen.

### Huitzilopochtli

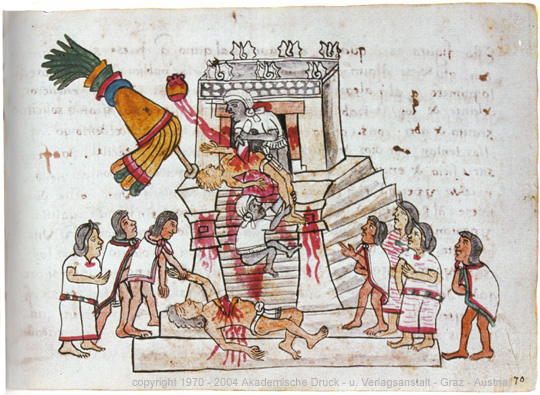
Opferung zu Ehren des Huitzilopochtli, dargestellt im Codex Magliabechiano, Mitte 16. Jahrhundert

Huitzilopochtli war der Sonnen- und Kriegsgott der Azteken. Damit die Sonne täglich scheint, brachte man täglich Opfer dar. Die Opferung zu Ehren Huitzilopochtlis fand gewöhnlich auf der Plattform vor dem Schrein des Gottes auf dem Tempel statt. Der Templo Mayor („Großer Tempel“), die bekannteste aztekische Pyramide, war Huitzilopochtli (und Tlaloc) geweiht. Das Opfer stieg, lediglich mit einem Lendentuch bekleidet und mit roten und weißen Längsstreifen bemalt, auf die Pyramide. Vier Priester hielten das Opfer an den Gliedmaßen fest und streckten es auf einen Steinblock aus. Dieser Steinblock (techcatl) war ca. 50 cm hoch und bestand aus heiligem Vulkangestein. Ein fünfter Priester führte mit einem Steinmesser einen schnellen Schnitt unterhalb des Brustkorbes durch und zog das schlagende Herz heraus. Die Adern wurden mit der Klinge durchtrennt und das Herz der Sonne entgegengehalten, anschließend wurde es in einer Adlerschale abgelegt. Die Abbilder der Götter wurden darauf mit dem warmen Blut getränkt.

### Xipe Totec
Xipe Totec, „Unser gehäuteter Herr“, war der Kriegs- und Fruchtbarkeitsgott der Azteken. Die Opferung für Xipe Totec sollte einen positiven Einfluss auf die Maisernte haben. Die Opfer, meist Kriegsgefangene, wurden an einen Pfahl gefesselt und von aztekischen Kriegern mit Pfeilen durchbohrt. Danach zog man ihnen die Haut ab, die anschließend 20 Tage vom Priester getragen wurde. Damit sollte das neue grüne Kleid, das der Frühling der Erde bringt, symbolisiert werden. Die ausgetrocknete Haut wies noch die Noppen der Fettschicht auf und soll knackende Geräusche beim Tragen von sich gegeben haben. Die Gesichtshaut trug der Priester als Maske.
Anfang des 14. Jahrhunderts kamen die Azteken nach Colhuacan, wo der Herrscher Achitometl regierte. Er ließ die Azteken in der Nachbarschaft siedeln; die Azteken leisteten dafür Söldnerdienste und mussten Tribut zahlen. 1323 genehmigte Achitometl die Heirat zwischen seiner Tochter und dem Azteken-Häuptling. Die Azteken hießen die Tochter willkommen und opferten sie dem Xipe Totec. Als Achitometl zur Hochzeit eingeladen wurde, sah er, wie ein Priester die Haut seiner Tochter als Tanzkleid trug. Daraufhin flohen die Azteken vor Achitometls Armee zum Texcoco-See, wo sie zwei Jahre später Tenochtitlán gründeten.

### Tlaloc
Tlaloc ist der Regengott der Azteken. Die Opferungen zu Ehren des Tlaloc sollten Regen herbeiführen. Sie fanden meist im Frühling oder bei Dürreperioden statt. Geopfert wurden Kinder, da die Azteken Kindertränen mit Regentropfen verglichen. Die Kinder wurden also, auch durch Folter, zum Weinen gebracht und in Käfige gesperrt. Dort verhungerten sie entweder oder wurden später gepfählt. Viele Tränen bedeuteten dabei viel Regen. Der Große Tempel wurde Tlaloc geweiht.
Vor einigen Jahren fand man in der Nähe des Tlaloc-Tempels in Tenochtitlán (heute Mexiko-Stadt) über 30 Skelette von Kindern. Man nimmt an, dass sie Tlaloc geopfert wurden. Hierbei handelt es sich um einen der wenigen Skelettfunde von Opfern überhaupt.

### Huehueteotl
Huehueteotl war der Feuergott der Azteken. Die Opfer wurden lebendig im Feuer verbrannt. Man nimmt an, dass die Opfer vorher mit Drogen betäubt wurden.

### Teteoinnan
Teteoinnan (auch Toci) war die Mutter der Götter. Ihr zu Ehren opferte man Frauen, die gehäutet wurden.

### Tlazolteotl
Tlazolteotl war die Göttin der Lust und Erdmutter der Azteken. Sie brachte den Menschen aber auch Krankheiten und verursachte Krämpfe. Auch ihr opferte man Frauen, die gehäutet wurden.